# Agabus undulatus
Agabus undulatus är en skalbaggsart som först beskrevs av Franz Paula von Schrank 1776.  Agabus undulatus ingår i släktet Agabus och familjen dykare. Arten är reproducerande i Sverige. Inga underarter finns listade i Catalogue of Life.

## Bildgalleri

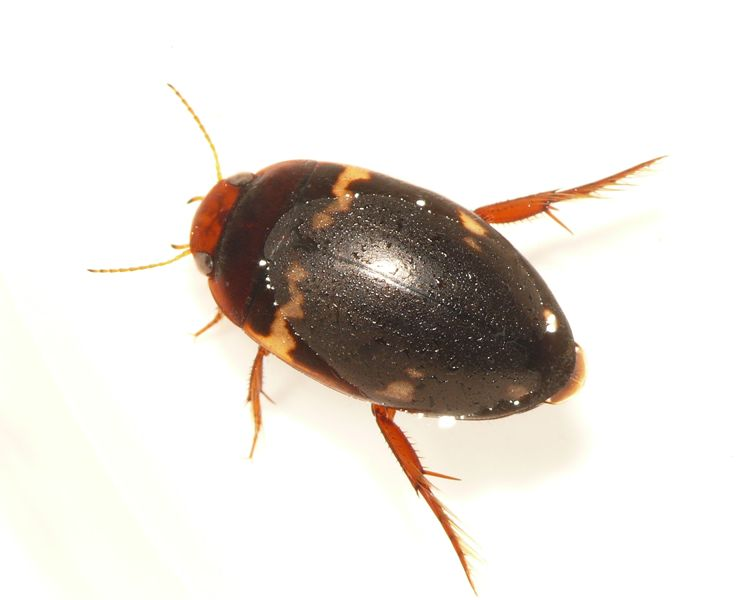
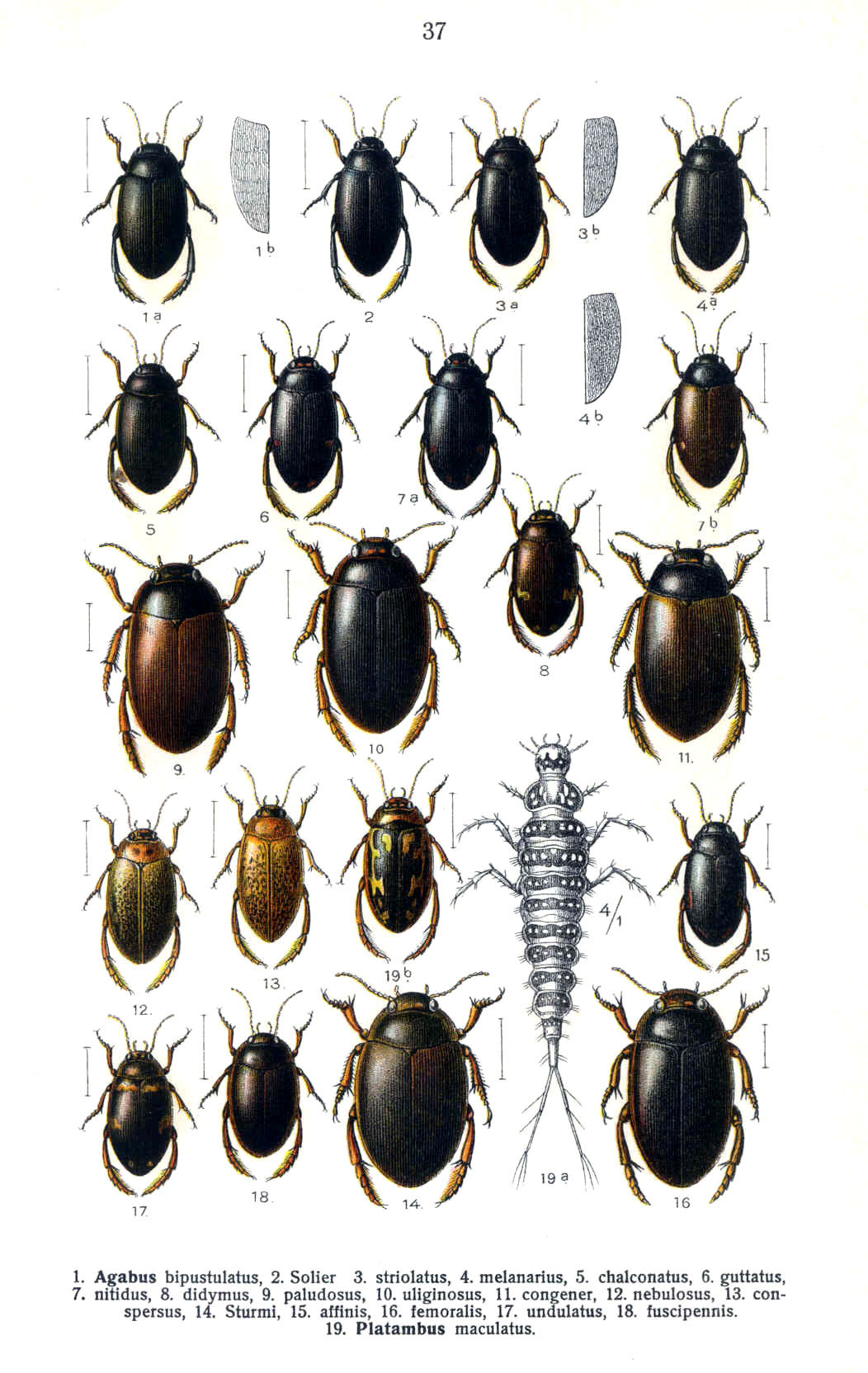
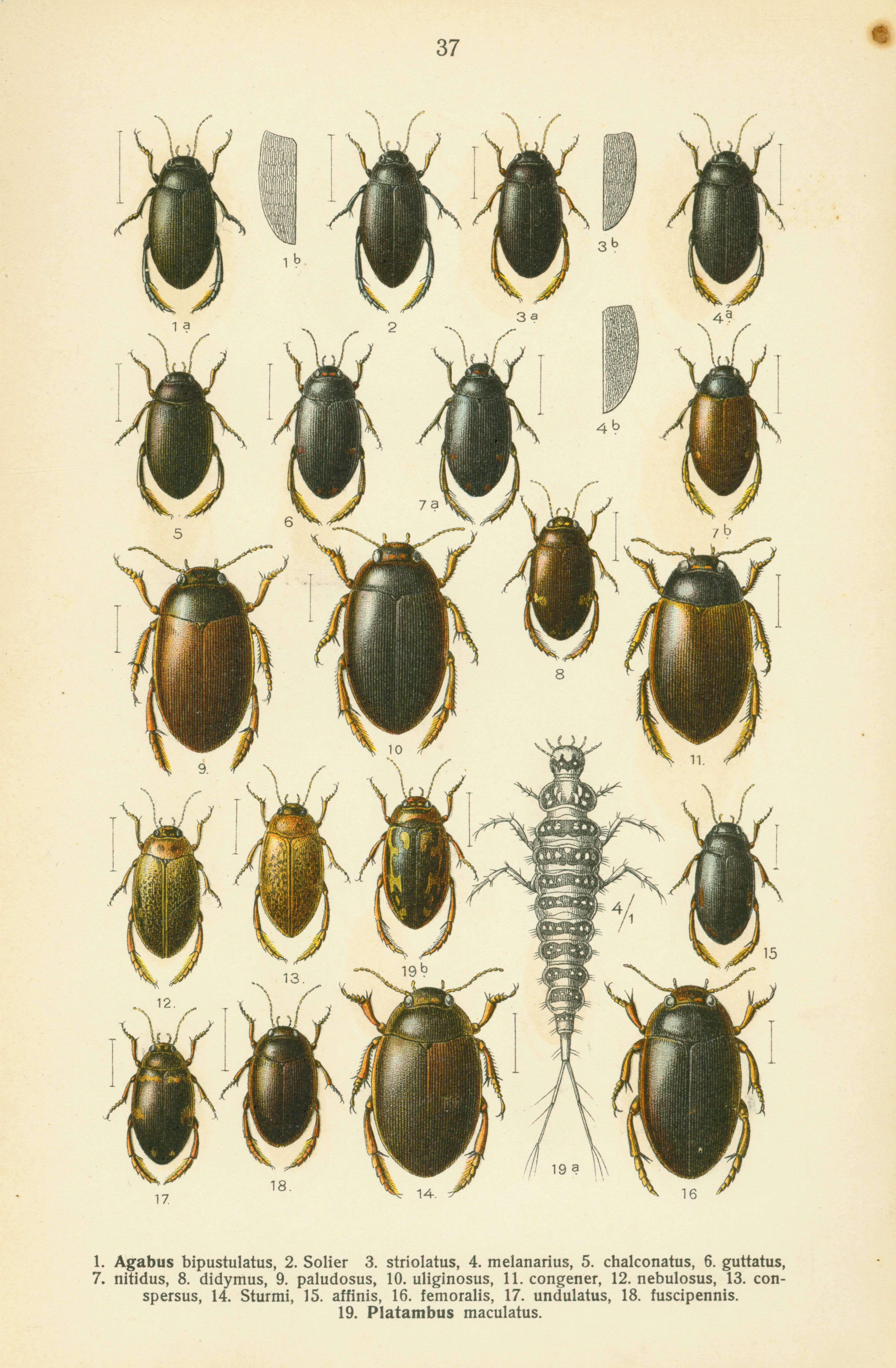